# Les Grands (série télévisée)
Pour les articles homonymes, voir Les Grands.
Les Grands est une série télévisée française en trente épisodes d'environ 22 minutes créée par Vianney Lebasque et Joris Morio et diffusée entre le 3 novembre 2016 et le 28 novembre 2019 sur OCS City.
Elle a été présentée en compétition de « Séries 26' » le 17 septembre 2016 au Festival de la fiction TV de La Rochelle, où a été trois fois récompensée de la meilleure série de 26 minutes, du prix jeune espoir féminin pour Adèle Wismes et du prix des collégiens de Charente-Maritime. Elle a ensuite été récompensée en 2017 pour la meilleure réalisation et en 2019 pour la meilleure musique et du Prix des collégiens de Charente-Maritime, à ce même festival.

## Synopsis
C'est la rentrée des classes ! Quatre amis se retrouvent dans leur collège, en banlieue. Le discours du nouveau principal, leur permet de réaliser qu'ils sont désormais des « grands » puisqu'ils entrent en classe de troisième. Au même moment, ils aperçoivent une nouvelle élève, habillée dans un style gothique / grunge, qui est en train de fumer discrètement au fond de la cour de récréation…

## Distribution
- Adèle Wismes : Marie-Joséphine « MJ »
- Théophile Baquet : Hugo « Gros flan »
- Grégoire Montana : Quentin alias Boogie
- Sami Outalbali : Ilyes
- Pauline Serieys : Avril
- Romane Lucas : Kenza
- Henri Bungert : Achille
- Ilona Bachelier : Julianna
- Laurent Bateau : Monsieur Humbert
- Thomas Scimeca : le professeur Gennot
- Thomas de Pourquery : Lopez
- Mahaut Tourriol : Bertille
- Rio Vega : Dylan
- Paul Scarfoglio : Enzo
- Esther Valding : Cassandre
- Pauline Bayle : Riquet
- Margaux Rossi : Adeline
- Baptiste Uhl : Elliot
- Paul Bartel : Paul (4 épisodes)
- Rachel Khan : la mère d'Ilyes
- Rébecca Chaillon : la principale du lycée

## Production

### Développement
En 2006, Benjamin Parent et Joris Morio créent une série teen Le coin des Filles développée par Everybody on Deck. La série ne verra pas le jour mais l'un des épisodes, centré sur la découverte du film Brockeback Moutain par l'un des protagonistes, attirera l'attention du producteur David Frenkel (Synecdoche). L'épisode est repensé pour devenir un court métrage en 2012 : Ce n'est pas un film de cow-boys, réalisé par Benjamin Parent et coécrit avec Joris Morio. Le succès du court métrage est tel que les producteurs Henri Debeurme et Raphael Rocher (Empreinte Digitale) contactent les auteurs pour qu'is développent une série pour ados : Les Grands.
Benjamin Parent co-écrit les six premiers épisodes de la saison 1 avant de quitter le projet. Vianney Lebasque la rejoint alors en qualité d'auteur-réalisateur.
Les scénaristes Vianney Lebasque, Joris Morio et Victor Rodenbach choisissent le sujet sur l'adolescence avec humour, finesse et justesse au cœur du collège qui, selon Vianney Lebasque ayant eu carte blanche pour revisiter l’histoire, « devient alors une micro-société ». Pour Joris Morio, c'est une question de « comédie sensible » à la découverte de la sexualité, la drogue, l'identité, le harcèlement.

### Tournage
Le tournage a lieu entre les sonneries de cinquante minutes au lycée Grandmont à Tours, du 19 octobre au 21 novembre 2015, avec 200 figurants, les vrais élèves de différentes écoles de la région, en pleine récréation au profit de « l'ambiance visuelle et sonore, de décors extrêmement réalistes puisque tout est réel, en contrepartie, on doit perturber le moins possible l'enseignement », raconte la productrice Elsa Rodde.

### Fiche technique
- Titre original : Les Grands
- Création : Benjamin Parent et Joris Morio
- Réalisation : Vianney Lebasque
- Scénario : Vianney Lebasque, Joris Morio, Victor Rodenbach et Benjamin Parent (Saison 1)
- Direction artistique :
- Décors : Nicolas Flipo[1]
- Photographie : Martin de Chabaneix[1]
- Directrice de casting : Emma Skowronek
- Son : Romain de Gueltzl[1]
- Montage : Dimitri Amar, Emmanuelle Labbé et Dorian Tabone[1]
- Musique : Bastien Burger et Audrey Ismael
- Production : Elsa Rodde ; Henri Debeurme et Raphaël Rocher (délégués) ; Benjamin Parent[1] (coproducteur)
- Société de production : Empreinte Digitale ; Été 75 (coproduction)
- Société de distribution : OCS
- Pays d'origine :  France
- Langue originale : français
- Format : couleur
- Genre : comédie dramatique
- Nombre de saisons : 3
- Nombre d'épisodes : 30
- Durée : 22 minutes
- Dates de première diffusion :
  - France : 3 novembre 2016 sur OCS City

## Épisodes

### Première saison (2016)
1. Premier Jour
2. La Rumeur
3. Éducation sentimentale
4. Match point
5. Clichés
6. Bertille
7. Les Darons
8. Just Do it
9. En avoir ou pas
10. Jamais trop tard

### Deuxième saison (2017)
1. Welcome
2. Stilnox
3. Débat-concert
4. Le Flyer
5. La Surprise
6. Heureux qui comme Ulysse
7. L'Audition
8. Grand Départ
9. Amsterdam
10. Ma salope à moi

### Troisième saison (2019)
1. Nouvelle ère
2. Mauvaise idée
3. Première soirée
4. Une proposition d'avenir
5. Swing
6. L'anniversaire
7. Passe ton bac
8. Tensions
9. Hangover
10. Grandes vacances

## Distinctions

### Récompenses
- Festival de la fiction TV de La Rochelle 2016 : sélection « Séries 26' »[5]
  - Meilleure série de 26 minutes
  - Prix jeune espoir féminin pour Adèle Wismes
  - Prix des collégiens de Charentes-Maritime
- Festival de la fiction TV de La Rochelle 2017[6]
  - Meilleure réalisation pour Vianney Lebasque
- Festival de la fiction TV de La Rochelle 2019[7]
  - Meilleure musique pour Audrey Ismael et Bastien Burger
  - Prix des collégiens de Charente-Maritime